# Mörttjärnen (Järna socken, Dalarna, 668515-140763)
Mörttjärnen är en sjö i Vansbro kommun i Dalarna och ingår i Göta älvs huvudavrinningsområde.